# Genoma extranuclear
Se denomina genoma extranuclear o genes no-mendelianos al genoma presente en mitocondrias (en animales y vegetales) y en cloroplastos (en vegetales). En la mayoría de los organismos, este genoma se hereda exclusivamente por vía materna.

## Genoma Extranuclear
Además del ADN y sus genes localizados en el núcleo celular y además de su estructuración y expresividad (genoma intracelular); se pueden encontrar y estudiar genomas fuera del núcleo de una célula; a los cuales llamamos genomas extranucleares. Estos genomas se encuentran en dos orgánulos celulares característicos de células eucariotas; como son las mitocondrias y los cloroplastos.
A los genes contenidos en estos orgánulos se les llama genes extranucleares, genes citoplasmáticos o genes no-mendelianos; esto último se debe a que los genes no se heredan de ambos gametos (femenino y masculino) sino que al estar situados en el citoplasma y no en el núcleo, estos genes sólo se expresan en la progenie por el gameto femenino que es el que pone el citoplasma en la fecundación en contraposición con el gameto masculino que pone el núcleo haploide.
Entonces existen dos genomas extranucleares; el mitocondrial y el cloroplasticial, que a continuación veremos con más detalle.

## Genoma Mitocondrial
Genoma mitocondrial

## Genoma de Cloroplasto
Los cloroplastos son orgánulos celulares que se encuentran exclusivamente en plantas, algas o cianobacterias. Al igual que las mitocondrias, los cloroplastos también tienen su propio genoma denominado ADNcp, independiente del nuclear.

Esquema de un cloroplasto

### Estructura
La estructuración del ADNcp es muy similar al genoma mitocondrial, siendo también circular, con una doble hélice superenrrollada y en el no existen histonas para empaquetar como en el genoma nuclear. En cambio el ADNcp es más grande que el ADNmt con un tamaño que varía entre 80 y 600kb; todos los ADNcp estudiados hasta ahora contienen altas proporciones de secuencias de ADN que no codifican absolutamente nada. Existen varias copias de este genoma en el orgánulo y se organizan en grupos pequeños llamados nucleóides. Al igual que en cualquier genoma el ADNcp también tienen genes que codifican ARN que constituye los ribosomas y el ARN necesario para sintetizar proteínas, encargados de replicar y transcribir el ADNcp.

### Herencia por vía materna
Existen genes no-mendelianos (extranucleares) que se heredan vía materna y que codifican diversas características fenotípicas. Un ejemplo característico es el que publicó Carl Correns en 1909 sobre las hojas variegadas; que son de color verde con manchas blanco-amarillo de la planta ornamental Mirabilis jalapa. En este experimento obtuvo diversas hibridaciones (plantas con ramas variegadas, con ramas totalmente verdes y ramas blancas-amarillas. Las flores  se forman sobre las tres tipos de ramas; Correns obtuvo todos los cruzamientos posibles; tomando solo el polen masculino.
En los resultados que podemos ver en el cuadro, vemos como el fenotipo de la progenie siempre es idéntico al de la rama que actuó como madre, siendo el gameto masculino verde, variegado o amarillo-blanco.
El único que contribuye el fenotipo de la progenie es el progenitor femenino; por lo que sería un caso claramente de Herencia Materna. Esto se debe a que en la fecundación el gameto masculino solo aporta núcleo y la ovocélula es la que aporta el citoplasma y los cloroplastos; donde está este gen.

tabla1"

| Fenotipo de la rama que actuó como madre | Fenotipo de la rama que aportó el polen | Fenotipo de la progenie    |
| ---------------------------------------- | --------------------------------------- | -------------------------- |
| variegado                                | blanco                                  | blanco o verde o variegado |
| variegado                                | verde                                   | blanco o verde o variegado |
| variegado                                | variegado                               | blanco o verde o variegado |
| blanco                                   | blanco                                  | blanco                     |
| blanco                                   | verde                                   | blanco                     |
| blanco                                   | variegado                               | blanco                     |
| verde                                    | blanco                                  | verde                      |
| verde                                    | verde                                   | verde                      |
| verde                                    | variegado                               | verde                      |

### Esterilidad masculina en plantas
La androesterilidad se define como la esterilidad masculina en plantas superiores y muchas veces se debe a un fallo en el proceso de formación del polen, a la producción de polen estéril, o a la falta de algunas especies para producir la apertura de los anteras de los estambres en época de floración de dicha planta. La esterilidad masculina puede estar determinada por genes nucleares y extranucleares interaccionan para controlar un tipo de androesterilidad, por lo que un individuo podrá ser normal (con genotipo N) o estéril (con genotipo E), no obstante, hay factores nucleares que ocasionalmente convierte en fértil al individuo. Por tanto si intentamos describir sus genotipos, podemos ver lo siguiente:
A-fértil   a-estéril
- N(AA)- normal y homocigoto dominante para el gen nuclear (fértil).
- N(Aa)- normal y heterocigoto (fértil)
- N(aa)- normal y homocigoto recesivo (fértil)
- E(AA)- estéril y homocigoto dominante (fértil)
- E(Aa)- estéril y heterocigoto (fértil)
- E(aa)- estéril y homocigoto recesivo (estéril)

A partir de aquí podemos hacer diferentes cruces y obtener variedad de resultados en la progenie.
- Si una madre es EAA; se cruce con el genotipo que se cruce dará individuos androfértiles.
- Si Eaa(hembra) x Naa(macho) tendrá el 100% de su descendencia androestéril, debido a esto los individuos Eaa se les llama línea M o mantenedora porque prevalecerá la esterilidad.
- Si cruzamos fértiles y estériles la descendencia dependerá del genotipo materno y paterno.
  - EAa x NAA o EAA………….100%fértil
  - EAa x NAa o EAa…………....75%fértil
  - EAa x Naa……………………50%fértil
  - Eaa x NAa o EAa…………….50%fértil
  - Eaa x NAA o EAA…………...100%fértil

Este último se llama línea restauradora de fertilidad (R) ya que restaura a toda la progenie a fértil.
Este sistema de androesterilidad es el principal instrumento para el comercio y cuando se descubrió produjo un boom en el mejoramiento genético del maíz.